# Riki Takeuchi
Riki Takeuchi (竹内 力?, Takeuchi Riki; Ōita, 4 gennaio 1964) è un attore e cantante giapponese.
È uno degli attori più popolari del V-Cinema giapponese, ed è conosciuto prevalentemente per aver interpretato molti ruoli di yakuza e di gangster in film d'azione diretti per la maggior parte da Takashi Miike. Alla carriera di attore, Takeuchi ha affiancato dal 2007 una carriera di cantante, interpretando Riki, il suo finto fratello gemello.

## Biografia
Dopo una breve carriera come modello, Riki Takeuchi debuttò come attore nel 1986, interpretando un ruolo in Kare no ootobai, kanojo no shima. Da allora ha interpretato oltre 200 film, entrando a far parte dello star system del cosiddetto V-Cinema, ovvero quei film che in Giappone escono direttamente nel mercato home video, senza prima essere proiettati nelle sale cinematografiche.
Nel 1996, Takeuchi interpretò per la prima volta un film diretto da Takashi Miike, Peanuts, seguito lo stesso anno dallo yakuza-movie Fudoh: The New Generation, mentre nel 1999 Takeuchi interpretò il ruolo di co-protagonista in Dead or Alive, primo film di una trilogia, diretto da Takashi Miike e interpretato dall'altra star del V-Cinema, Shō Aikawa.
Nel 2003, Riki Takeuchi interpretò un ruolo in Battle Royale II: Requiem, co-diretto da Kinji e Kenta Fukasaku, e nel 2006 apparve in Yo-Yo Girl Cop, diretto da Kenta Fukasaku.

## Filmografia parziale
- Kare no ootobai, kanojo no shima di Nobuhiko Obayashi (1986)
- Tokyo Mafia: Yakuza Wars di Seiichi Shirai (1995)
- Tokyo Mafia: Wrath of the Yakuza di Seiichi Shirai (1995)
- Tokyo Mafia: Battle for Shinjuku di Miyasaka Takeshi (1996)
- Tokyo Mafia: Yakuza Blood di Miyasaka Takeshi (1996)
- Peanuts (Rakkasei: Piinattsu) di Takashi Miike (1996)
- Fudoh: The New Generation (Gokudô sengokushi: Fudô) di Takashi Miike (1996)
- The Yakuza Way di Shundo Ohkawa (1998)
- Dead or Alive (DEAD OR ALIVE 犯罪者, Deddo oa araibu: Hanzaisha) di Takashi Miike (1999)
- Dead or Alive 2: Birds (DEAD OR ALIVE 2 逃亡者, Dead or Alive 2: Tôbôsha) di Takashi Miike (2000)
- Dead or Alive: Final di Takashi Miike (2002)
- Deadly Outlaw: Rekka di Takashi Miike (2002)
- Kikoku di Takashi Miike (2003)
- Last Life in the Universe di Pen-Ek Ratanaruang (2003)
- Battle Royale II: Requiem (バトル・ロワイアルII 鎮魂歌, Batoru rowaiaru II: Chinkonka) di Kinji Fukasaku e Kenta Fukasaku (2003)
- Yo-Yo Girl Cop (スケバン刑事 コードネーム= 麻宮サキ, Sukeban Deka: Kōdonēmu= Asamiya Saki) di Kenta Fukasaku (2006)
- Ichi di Fumihiko Sori (2008)
- Gokusen - Il film (2009)